# دونگه نووو سلو (بویانوواتس)
دونگه نووو سلو (به صربی: Donje Novo Selo) یک منطقهٔ مسکونی در صربستان است که در بوجانوواچ واقع شده‌است. دونگه نووو سلو ۱۲۰ نفر جمعیت دارد.